# Peliococcus chersonensis
Peliococcus chersonensis är en insektsart som först beskrevs av Kiritshenko 1936.  Peliococcus chersonensis ingår i släktet Peliococcus och familjen ullsköldlöss. Inga underarter finns listade i Catalogue of Life.